# スリープ・トークン
スリープ・トークン（Sleep_Token）は、2016年にロンドンで結成されたイギリスのメタルロックバンド。メンバーはマスクを着用することで匿名性を保っている。

## 略歴
2016年にデビューEP『One』を自主リリースした後、バンドはBasick Recordsと契約し、翌年には続編EP『Two』をリリースした。その後、Spinefarm Recordsと契約し、2019年にファースト・フルアルバム『Sundowning』をリリース。
2021年には『This Place Will Become Your Tomb』をリリースした。
3枚目のアルバム『Take Me Back to Eden』は2023年5月にリリース。
4枚目のアルバム『Even in Arcadia』は2025年5月にRCA Recordsよりリリースされた。

## メンバー
- Vessel – リードボーカル; スタジオ・ギター, キーボード, ベース, プロダクション
- II – ベース, パーカッション
- III – ツアーメンバー; ベース
- IV – ツアーメンバー; ギター, バッキングボーカル
- Espera – ツアーメンバー; バッキングボーカル